# Frédéric-Christian de Plettenberg

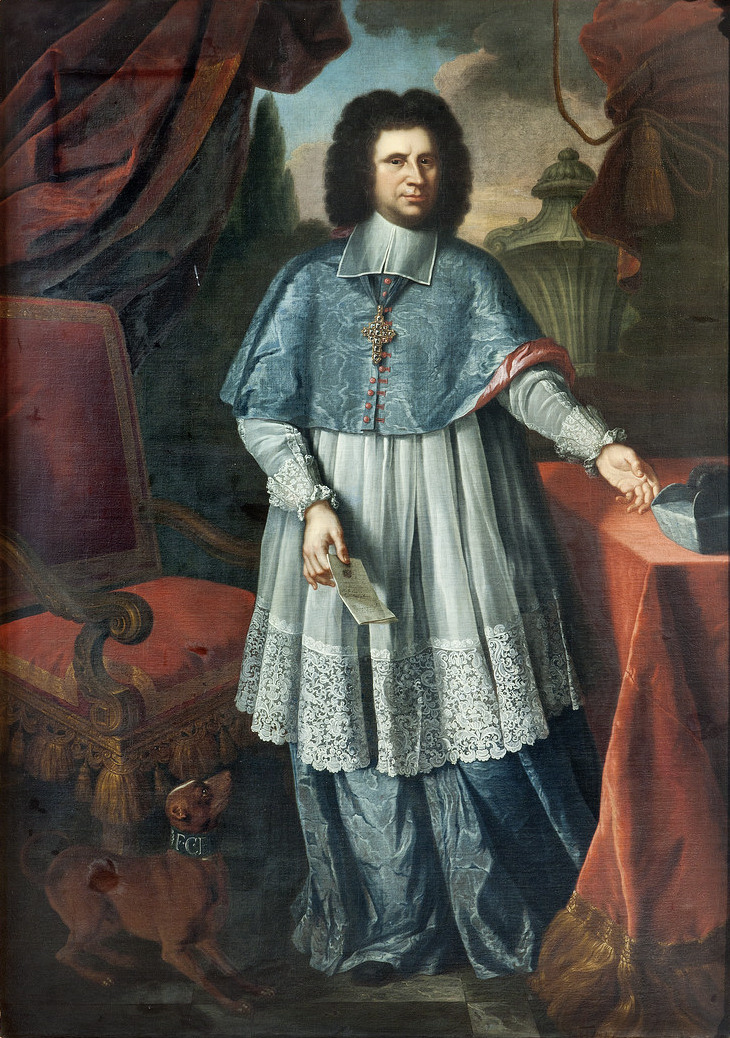
Frédéric-Christian de Plettenberg en tant que prince-évêque de Münster, portrait de Johann Anton Kappers, vers 1720-1730.

Frédéric-Christian de Plettenberg-Lenhausen (né le 8 août 1644 au château de Lenhausen et mort le 5 mai 1706 à Greven) est prince-évêque de Münster de 1688 à sa mort. Grâce à sa politique étrangère, qui s’appuie sur différents partenaires de l'alliance, il réussit à conférer à la principauté épiscopale de Münster un rôle semi-indépendant pour la dernière fois pendant la guerre de la Ligue d'Augsbourg. 

## Famille et éducation
Friedrich Christian est le fils de Bernard de Plettenberg à Lenhausen (1615-1679) et de son épouse Odile de Fürstenberg à Schnellenberg et Waterlappe (1617-1683) dans l'une des familles nobles les plus anciennes et les plus importantes de Westphalie. Ses frères et sœurs sont: 
- Marie-Ida, chanoine de Fröndenberg, ∞ Jean-Frédéric de Beverförde
- Christian-Thierry (1647-1694, chanoine et écolâtre à Hildesheim)
- Frédéric-Maurice (1648-1714, chanoine à Hildesheim et à Münster)
- Ferdinand (1650-1712, prévôt de la cathédrale de Münster)
- Guillaume (* c. 1652-1711, commandeur de l'ordre teutonique, canon de Spire)
- Ursule-Hélène (1654-1720, 1671 François-Guillaume de Galen)
- Jean-Adolphe (1655-1696, chambellan de l'électorat de Cologne et conseiller privé)
- Bernard (1657-1708, chantre de la cathédrale à Paderborn)

Son oncle est le prince-évêque Ferdinand von Fürstenberg. 
Il fréquente des lycées à Werl et Siegen. Il reçoit sa première tonsure en 1652. Il étudie depuis 1659 au Collegium Germanicum à Rome. En 1660, il reçoit les ordres inférieurs. Il termine ses études en 1664. 

## Élévation au service de l'état et de l'église
Depuis 1663, il occupe un poste de chanoine à Spire, mais il abandonne à nouveau en 1665. Au lieu de cela, il reçoit en 1664 un bureau de la cathédrale à Münster. Là, il est ordonné sous-diacre en 1666. 
En 1666, il entreprend une mission de légation dans la République des sept provinces unies. Il étudie ensuite pendant une courte période à Orléans. En 1670, il reçoit un poste de chanoine à Paderborn. En 1677, il devient prévôt de saint Martin à Münster et archidiacre d'Ennigerloh. Il reçoit également le Archdiiakonat uffm Dreen. En 1679 et 1680, Plettenberg entreprend diverses expéditions d'ambassades et, en 1680, il devient un véritable conseiller secret. Entre 1683 et 1686, il est maître chasseur au monastère de Münster. En 1683, il est également président de la chambre. En 1686, il est élu doyen de la cathédrale . Entre 1686 et 1688, il est également abbé du monastère. Depuis 1687, Plettenberg est vicaire général du diocèse de Münster. En 1688, il est ordonné prêtre. 

## Prince-évêque
Le 29 juillet 1688, il est élu prince-évêque. Ses insignes lui sontattribués le 15 août. Une des raisons de ce choix est que le chapitre de la cathédrale craint pour son influence s'il doit à nouveau choisir un descendant de la branche bavaroise de la famille Wittelsbach. Grâce à ses légations parmi ses prédécesseurs, il apporte une expérience diplomatique significative à son bureau. De même, il connait bien les fonctions exercées dans le passé par le gouvernement de la congrégation. En tant que vicaire général, il est également compétent pour l'administration du diocèse. 
Bien que le chapitre de la cathédrale ale droit de garder le règne de l'évêque pendant un an, il  retire toutefois ces pouvoirs contre 6000 Reichstalers. 

## Politique ecclésiastique
En tant qu'évêque, Frédéric-Christian tente d'améliorer l'éducation des prêtres. Il organise de magnifiques liturgies et fêtes d'église. Pour la cathédrale, il fait don, entre autres choses, de nouvelles fenêtres, de candélabres en argent et d'un sol en marbre. Il est assisté depuis 1699 par Jean-Pierre de Quentell, évêque auxiliaire. 

## Renforcement de l'armée
Pour renforcer l'indépendance de l'évêque, il met en place notamment, avec une aide étrangère, l'armée de Münster. Il fait réparer les forteresses des terres négligées. Des casemates sont construites à Vechta. À Munster, une armurerie est construite et les fortifications de Meppen améliorées. Comme les fonds étrangers ne suffissent pas, il contracte sans approbation des emprunts immobiliers de 100 000 Reichstalers pour porter l'armée à une force de 6 000 hommes. L'argent est remboursé grâce à des subventions supplémentaires. 
Peu de temps après la mort de l'évêque (1710), l'armée est composée d'une garde rapprochée composé de 126 fantassins et de 70 cavaliers. La force principale comprend sept régiments d'infanterie avec un total combiné d'environ 3 000 hommes, deux régiments de cavalerie avec 660 hommes et une division d'artillerie. L'entretien de l'armée, des forteresses et des magasins s'élève à 200 000 Reichstalers par an. La plupart des soldats sont des mercenaires, souvent âgés et peu fiables. 

## Politique intérieure

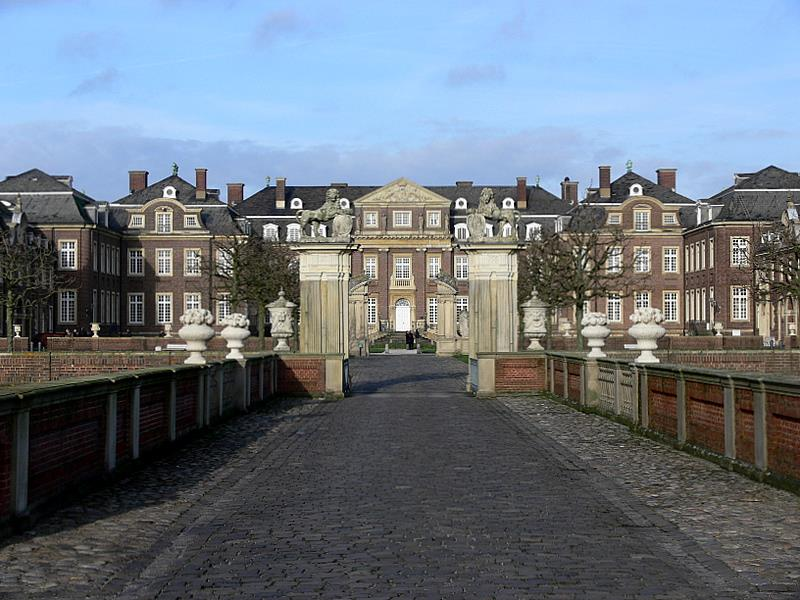
Frédéric-Christian fait construire par le château de Nordkirchen le "Versailles westphalien".

Frédéric-Christian se voit confier le développement du réseau routier. Le but est de favoriser le commerce. Il construit une série de ponts. Il améliore le système postal. Le comité mandaté par lui en 1701 avec de grandes puissances est toutefois dissout sous la pression du chapitre de la cathédrale. Pendant son mandat, les rues de Münster sont régulièrement nettoyées. 
En raison de mauvaises récoltes en 1692, l'exportation de céréales est interdite. Lorsqu'il menace de connaître une famine en 1698 et 1699, il importe du grain bon marché de l'étranger. 
Pendant son mandat, il promulgue un nouveau code pour l'église et l'école ainsi que d'un nouveau règlement médical. Toute une série de réglementations concerne le traitement des mendiants et des vagabonds. Les marchés sont réorganisés pour les villes de Warendorf et de Münster. En outre, un monopole du tabac est établi. Comme d'habitude, il tente également d'influencer le comportement moral de la population. Par exemple, les cadeaux de mariages, les fêtes de la Saint-Martin et la brûlure de spiritueux sont interdits. 
L'armée dévore la majeure partie des recettes de l'État. Le coût de la cour princière est si élevé que les revenus des domaines épiscopaux sont insuffisants pour les couvrir. Sans subventions, la situation financière du pays serait très mauvaise. Les taxes portent principalement sur le fonctionnement des intérêts et le paiement des fonctionnaires à ce sujet. Au total, les dettes s'élèvent à 1 million de Reichstalers. La possession épiscopale est en grande partie hypothéquée. De nombreuses fermes ne sont pas utilisées depuis de nombreuses années. Le trésor paroissial, qui dépend des domaines, ne tient pas compte de la situation économique des paysans. Frédéric-Christian s'est donc efforcé de répartir plus équitablement le fardeau fiscal. Une réduction de la dette ne réussit pas. La réforme des tarifs échoue à cause de la résistance des domaines. 

## Politique territoriale
En ce qui concerne les frontières avec les territoires voisins, des définitions claires sont établies après des siècles de conflit. C’est ainsi que la frontière avec la province néerlandaise d'Overijssel est déterminée. Des plans similaires avec le comté de Frise orientale échouent en 1701. De petites corrections à la frontière ont lieu en face du comté de Ravensberg et du comté de Lingen. Une dispute sur Damme et Neuenkirchen avec la principauté épiscopale d'Osnabrück n’est pas résolue. Avec les comtes de Bentheim-Tecklembourg, un compromis est trouvé sur la question de Gronau. Dans la région, Frédéric-Christian est reconnu comme souverain, mais reste en tant que fief sous le contrôle du comte. Bien que l'immédiateté impériale de la seigneurie de Gemen (de) est confirmé par la chambre d'Empire, le comte de Limburg-Stirum vend le territoire à l'évêque, à l'exception du château de Gemen (de). 

## Politique extérieure
Au fond, il se tient à la politique francophile de ses prédécesseurs. Lorsque, en 1688, le Brandebourg et le Palatinat demandent un soutien contre la France, il réagit de manière évasive. Cependant, la relative proximité avec la France ne va pas aller jusqu'à s’opposer directement au Saint-Empire. 
Sa politique entre les fronts est avantageuse pendant la guerre de la Ligue d'Augsbourg car la principauté reste épargnée par les troupes françaises contrairement au duché de Westphalie ou au Vest Recklinghausen (de). Dans le même temps, son armée lui laisse une certaine marge de manœuvre. Mais il n'a jamais l'intention d'agrandir le territoire de la principauté, il est plus préoccupé par la préservation de son proche territoire et des autres territoires spirituelles du nord-ouest du Saint-Empire. 
Il reçoit de ses alliés respectifs des subventions considérables. Il sauve ainsi la principauté de lourdes dettes. Il n’a eu pas besoin de nouveaux revenus fiscaux auprès des domaines. 

### Participation à la guerre contre la France
Après la déclaration de la guerre du Saint-Empire contre Louis XIV en 1689, il participe, sous la pression de l'empereur, à la guerre contre la France. Au cours de la campagne sur le Rhin, l'artillerie se distingue en particulier sous les ordres de Lambert Friedrich Corfey (de). Cependant, la méfiance empêche surtout Frédéric III de Brandebourg de réaliser une campagne rapide en 1690. Les troupes de Munster et de Brandebourg arrivent trop tard sur le théâtre de guerre, ce qui a contribué à la défaite des alliés lors de la bataille de Fleurus. Sur l'ordre de ses souverains, le général de Munster Schwartz s'arrête à Juliers. 

### Chamgement de politique
Frédéric-Christian est favorable à l'idée d'un tiers parti de princes allemands entre la France et les Alliés, qui souhaitent imposer la paix. Le représentant principal est Ernest-Auguste de Hanovre mais il y a aussi des influences françaises. En 1691, Frédéric-Christian conclut un accord de neutralité secret avec Louis XIV. Le souverain de Münster s'est engagé à ne plus participer à la guerre contre la France ni à participer à la formation du tiers parti. L'armée de Munster est maintenant composée de 12 000 hommes. Le roi de France lui donne 250 000 livres pour que Frédéric-Christian change de camp. 
La cour impériale de Vienne prévoit donc de désarmer les troupes de Munster avec l'appui de Guillaume d'Orange. Cependant, cela ne se produit pas parce que l'électorat de Saxe change également de camp. Cependant, Frédéric-Christian s'est allié avec un partenaire peu fiable en la personne d'Ernest-Auguste de Hanovre. Le plan était principalement de faire pression sur Vienne pour obtenir le titre d’électeur. Après que l'empereur l'accepte en 1692, le Hanovrien se détourne de l'idée d'un tiers-parti. Ainsi, Frédéric-Christian se trouve en échec entre les deux fronts. 

### Jeux d'alliance
Immédiatement, il essaie de se rapprocher de l'empereur en promettant des troupes pour combattre les Ottomans. Il essaie de garder les contingents aussi petits que possible, de retarder leur utilisation et de pousser l'empereur à payer le plus cher possible. Après tout, Guillaume d’Orange paye 120 000 Reichstalers pour lier plus fortement Friedrich Christian au camp des Alliés. L'empereur paye près de 200 000 Reichstalers supplémentaires. La contrepartie du prince-évêque consiste en un modeste contingent de 3 500 hommes pour la guerre contre les Ottomans. 
Le changement de positionnement d'Ernest-August de Hanovre est vivement critiqué par Antoine-Ulrich de Brunswick-Wolfenbüttel. Celui-ci cherche à former une alliance contre le nouvel électorat. Parmi eux se trouvent le Danemark et Frédéric-Christian. Pour lui, l’alliance est aussi l’occasion de construire un tiers-parti sur de nouvelles bases. En février 1693, différents territoires se sont regroupés dans une association de princes. L'alliance défensive entre le Danemark, Münster et Wolfenbüttel constitue un aspect central de l'alliance. 

### Participation à l'alliance
Frédéric-Christian estime qu'il y a un danger lorsque Brunswick-Lunebourg s'allie avec l'Angleterre et les Pays-Bas. De manière démonstrative, il envoie des troupes de soutien pour la guerre contre la France sur le Rhin. Ceux-ci, cependant, ne traversent pas le Rhin et reviennent sans rencontrer en contact avec l'ennemi. Il apparait de plus en plus clairement pour le prince-évêque que l'alliance avec la France perd de sa valeur. Il entame donc des négociations avec les Alliés. Frédéric-Christian rejoint officiellement l'alliance anti-française le 18 mars 1695. L'Angleterre et les Pays-Bas payent 15 000 Reichstalers par mois. Pour cela, l'évêque fourni 7 300 hommes, qui sont sous le commandement impérial. Il abandonne l'idée d'un tiers-parti. Cependant, il continue à refuser la charge électorale de Hanovre. Il utilise son frère Ferdinand comme représentant de ses intérêts au congrès de la paix de Rijswijk, qui aboutit à la paix en 1697. Outre la résistance à la charge électorale de Hanovre, il prévoit d’étudier des alliances avec la France et les Pays-Bas. Ces tentatives échouent pour le moment. Ce n'est qu'en 1701 que l'alliance avec la France et les Pays-Bas est conclue. Au cours de la guerre de succession d'Espagne, Frédéric-Christian met quelques unités à la disposition du Saint-Empire.

## Construction

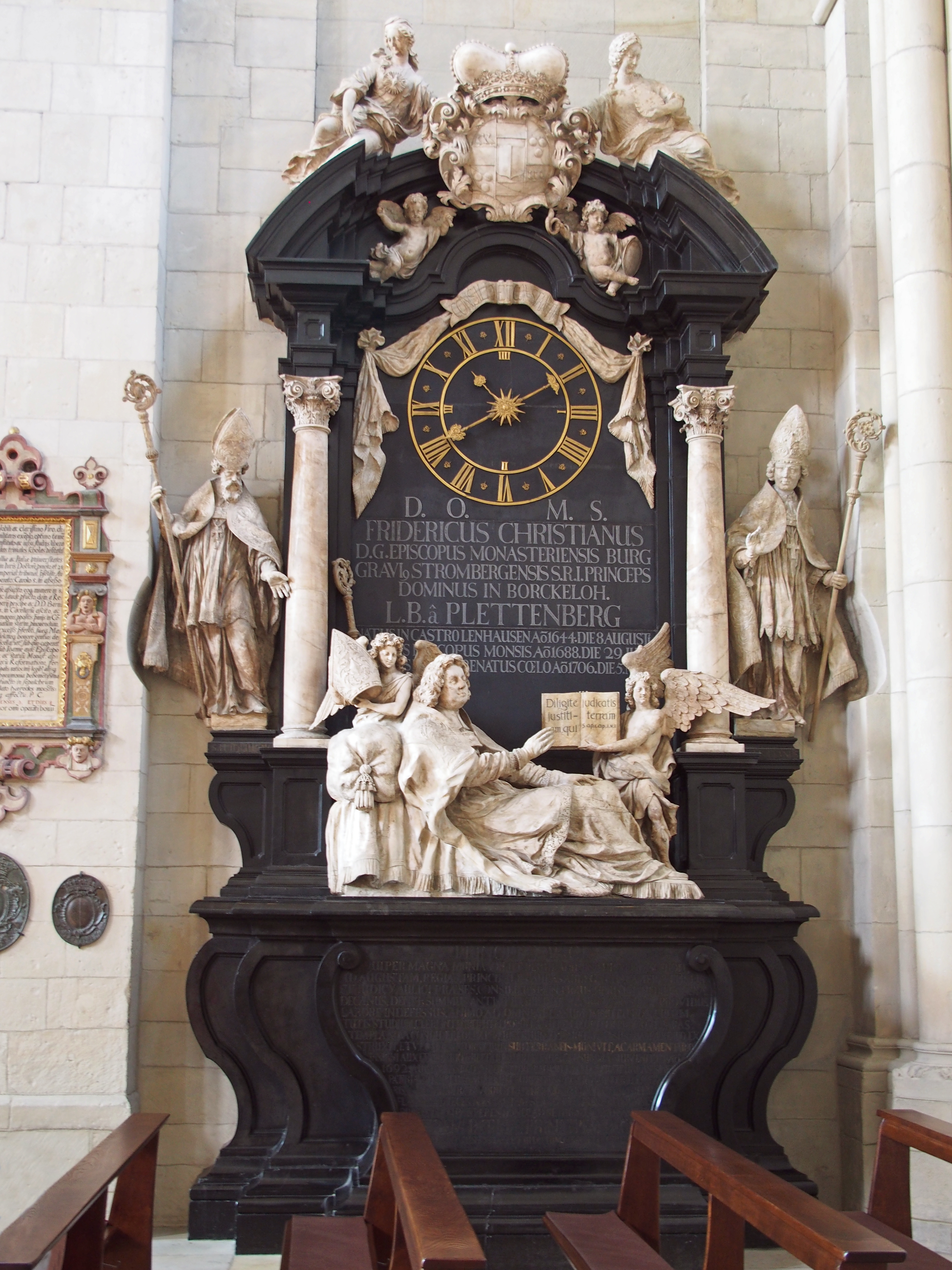
L'épitaphe de Frédéric-Christian de Plettenberg-Lenhausen dans la cathédrale Saint-Paul de Münster.

Il reste également proche de sa famille en tant qu'évêque. Il leur achète le château de Nordkirchen avec les biens associés, le château de Meinhövel, la moitié de la maison Davensberg et la maison Grothaus. 
Il fait construire plusieurs palais. Parmi eux se trouvent le château d'Ahaus (de). Le château de Sassenberg (de) est agrandi depuis 1698 par Ambrosius von Oelde (de) et par Gottfried Laurenz Pictorius (de). Pictorius est également maître d'œuvre du château fort de Nordkirchen. L'évêque est décède avant son achèvement. Le château de Nordkirchen est complété par Johann Conrad Schlaun. 
Son épitaphe est réalisé par Johann Mauritz Gröninger (de) et est situé dans la cathédrale Saint-Paul à Münster. Le grand cadran de l'horloge, qui sert non seulement de symbole de l'éphémère, mais d'affichage de l'heure. Il est synchronisé avec l'horloge astronomique du dôme.

## Bilan
Il réussit à redonner à la principauté une position plus indépendante. Sa politique gouvernementale intelligente a conduit à l'épanouissement de la principauté de Münster. L'architecte Lambert Friedrich Corfey (de) déclare: "Il a toujours été un excellent serviteur, a dirigé une cour magnifique et réglementée, régnant de manière suprême dans les domaines spirituel, civil et militaire, qu'il fallait bien avouer que la principauté de Münster n'avait jamais autant prospéré que sous son gouvernement.".